# Gare de Shin-Fujiwara
La gare de Shin-Fujiwara (新藤原駅, Shin-Fujiwara-eki) est une gare ferroviaire de la ville de Nikko au Japon. Elle est exploitée par les compagnies Tobu et Yagan Railway.

## Situation ferroviaire
La gare de Shin-Fujiwara est située au point kilométrique (PK) 16,2 de la ligne Tōbu Kinugawa. Elle marque le début de la ligne Aizu Kinugawa. Les deux lignes sont interconnectées.

## Historique
La gare a été inaugurée le 28 décembre 1919 sous le nom de gare de Fujiwara. Elle prend son nom actuel le 19 mars 1922.

## Service des voyageurs

### Accueil
La gare dispose d'un bâtiment voyageurs, avec guichets, ouvert tous les jours.

### Desserte
- Tobu :
  - Voie 1 : Ligne Tōbu Kinugawa pour Shimo-Imaichi

- Yagan Railway :
  - Voies 2 - 4 : Ligne Aizu Kinugawa pour Aizu-Tajima et Aizu-Wakamatsu

### Intermodalité
L'arrêt de bus Shin-Fujiwara de la compagnie public Nikko Municipal Bus pour Meotobuchi, et de la compagnie privée Nikko Kotsu pour Kinugawaonsen et Yunishigawaonsen.